# بريان سايكس
بريان سايكس (بالإنجليزية: Bryan Sykes)‏ هو أستاذ جامعي وعالم وراثة بريطاني، ولد في 9 سبتمبر 1947.

## وصلات خارجية
- بريان سايكس على موقع ميوزك برينز (الإنجليزية)